# Roman Kofman
Pour les articles homonymes, voir Kofman.
Roman Isaakovitch Kofman (en ukrainien : Роман Ісаакович Кофман), né le 15 juin 1936 à Kiev, est un compositeur, chef d'orchestre, professeur de musique ukrainien et Artiste du peuple d'Ukraine (2003).
Kofman reçoit en 2008 l'ordre du mérite de la République fédérale d'Allemagne et est le lauréat du prix ECHO Klassik en 2007. En 2011, il est nommé et entre dans la liste restreinte du prix national Taras-Chevtchenko.
Depuis 1990, il est le chef principal de l'Orchestre de chambre de Kiev de la Philharmonie nationale d'Ukraine.

## Biographie
Roman Kofman naît le 15 juin 1936 à Kiev, en Ukraine. Il est diplômé du Conservatoire d'État (aujourd'hui l'Académie nationale de musique Tchaïkovski) avec un diplôme en violon (1961), suivi d'un diplôme en direction d'orchestre en 1971. Depuis 1963, il travaille comme premier violon de l'Orchestre de chambre de Kiev. En tant que chef d'orchestre, il se produit avec plus de 70 orchestres d'Europe, d'Amérique, d'Asie et d'Afrique (dont l'Orchestre symphonique de la WDR de Cologne, l'Orchestre symphonique de Berne, l'Orchestre de la radio bavaroise, l'Orchestre philharmonique de Munich et d'autres).
De 2003 à 2008, il travaille en Allemagne en tant que directeur musical à l'Orchestre Beethoven de Bonn.
Kofman est actuellement professeur de direction d'orchestre à l'Académie nationale de musique d'Ukraine.